# Phryxe similis
Phryxe similis là một loài ruồi trong họ Tachinidae.